# 빅 팻 라이어
《빅 팻 라이어》(영어: Big Fat Liar)는 2002년 공개된 미국의 코미디 영화이다.

## 출연
- 프랭키 뮤니즈
- 폴 지어마티
- 어맨다 바인스
- 어맨다 데트머
- 도널드 페이존
- 샌드라 오
- 러셀 혼즈비
- 마이클 브라이언 프렌치
- 크리스틴 투치
- 리 메이저스
- 숀 오브라이언
- 에이미 힐
- 존 조
- 리베카 코리
- 태런 킬럼
- 알렉산드라 브레킨리지
- 키넌 톰프슨
- 숀 레비
- 절릴 화이트

## 기타 제작진
- 공동 제작: 마리 캔틴
- 배역: 미셸 모리스
- 미술: 니나 러시오
- 의상: 사냐 밀코비치 헤이스